# Werner Krogmann
Werner Herman Otto Krogmann (Hamburgo, 5 de fevereiro de 1901 — 19 de novembro de 1954) foi um velejador alemão, medalhista olímpico. Ele competiu nos Jogos Olímpicos de Verão de 1936 na classe O-Jolle e conquistou a medalha de prata na disputa a bordo do Rostock.
Krogmann veio de uma respeitada família de Hamburgo, Otto Wilhelm Krogmann era seu pai e Hermann August Krogmann seu avô. Ele era membro do Alster-Piraten-Club, clube de vela de elite fundado por seu tio, o conhecido armador Richard Krogmann. Em 1954, Werner sagrou-se campeão alemão no O-dinghy no Steinhuder Meer e no mesmo ano sagrou-se vice-campeão europeu no Wannsee em Berlim.